# Катовице-Заводзе
Катовице-Заводзе  (пол. Katowice Zawodzie) — железнодорожная станция в городе Катовице (расположена в дзельнице Заводзе), в Силезском воеводстве Польши. Имеет 2 платформы и 4 пути.
Пассажирская и грузовая станция на железнодорожной линии Варшава — Катовице. Станция построена в 1861 году, когда эта территория была в составе Королевства Пруссия.
Нынешнее название станция носит с 2003 года.